# Самарин, Фёдор Дмитриевич
Фёдор Дми́триевич Сама́рин (1858—1916) — общественный, государственный и церковный деятель славянофильского направления, надворный советник, член Государственного совета Российской империи.

## Происхождение и семья
Фёдор Дмитриевич Самарин родился в богатой и родовитой русской православной дворянской помещичьей семье. Его отец — публицист Дмитрий Фёдорович Самарин (1827—1901), сын полковника Фёдора Самарина и жены его Софьи, урождённой Нелединской-Мелецкой. Мать — Варвара Петровна Ермолова (1832—1906), дочь генерал-майора П. Н. Ермолова. Братья и сёстры Фёдора: Пётр (1861—1916); Софья (1863—1934); Сергей (1865—1929) — женат на Ульяне Михайловне Осоргиной; Александр (1868—1932), московский губернский предводитель дворянства, обер-прокурор Святейшего Синода и член Государственного совета, — женат на Вере Саввишне Мамонтовой; Анна (1872—1953); Юрий (1875—1903).
Дяди Фёдора — общественные деятели Николай и Юрий Самарины, тётя Фёдора — Мария Соллогуб. Фёдор Дмитриевич совместно с братьями и сестрами владел родовым имением — 9023 десятины в Московской и Самарской губерниях; занимался картофельно-крахмальным производством, был домовладельцем.
Жена Самарина — княжна Антонина Николаевна Трубецкая (1864—04.03.1901), дочь музыковеда Н. П. Трубецкого. Умерла в Каннах от перитонита, похоронена в Москве. В их семье было четверо детей: Софья (1885—1922); Варвара (1886—1942; замужем за Владимиром Алексеевичем Комаровским); Дмитрий (1890—1921); Мария (1893—1976; жена священника и историка церкви Сергея Павловича Мансурова (1890—1929).

## Биография
До пятого класса мальчики в семье Самариных учились дома, сдавая весной экзамены, а с пятого класса начинали ходить в гимназию. В 1876 году Фёдор Дмитриевич окончил 5-ю Московскую гимназию с золотой медалью. В 1880 году окончил историко-филологический факультет Московского университета со степенью кандидата по историческому отделению.
С 1880 служил по выборам, в декабре 1880 года был выбран Московским губернским земским собранием на должность непременного члена Звенигородского уездного по крестьянским делам присутствия. Был гласным Московского уездного и Московского губернского земских собраний. Оказал содействие развитию народного образования в Московской губернии. В январе 1884 года был выбран предводителя дворянства в Богородском уезде Московской губернии, на этой должности до 1891 года. С 1884 по 1886 год — почётный мировой судья Богородского округа. Был председателем съезда мировых судей Московского уезда Московской губернии. Организатор московских попечительств о бедных. С 1894 по 1896 год по избранию Московской городской думы, председатель городского попечительства о бедных арбатского участка города Москвы. В течение нескольких лет, по избранию Московской городской думы, был попечителем одного из начальных городских училищ. В 1904 году сложил с себя должность попечителя городского училища. Был членом кружка «Беседа», в 1905 году стал основателем «Кружка москвичей». С 1906 по 1908 год был уполномоченным Московского дворянства на 1-4-м съездах Объединённого дворянства. Написал ряд сочинений публицистических сочинений. Один из основателей в 1906 году газеты «Окраины России». В 1906 году был участником заседаний Предсоборного присутствия. Член Новоселовского кружка, один из учредителей Братства святителей московских Петра, Алексия, Ионы, Филиппа.

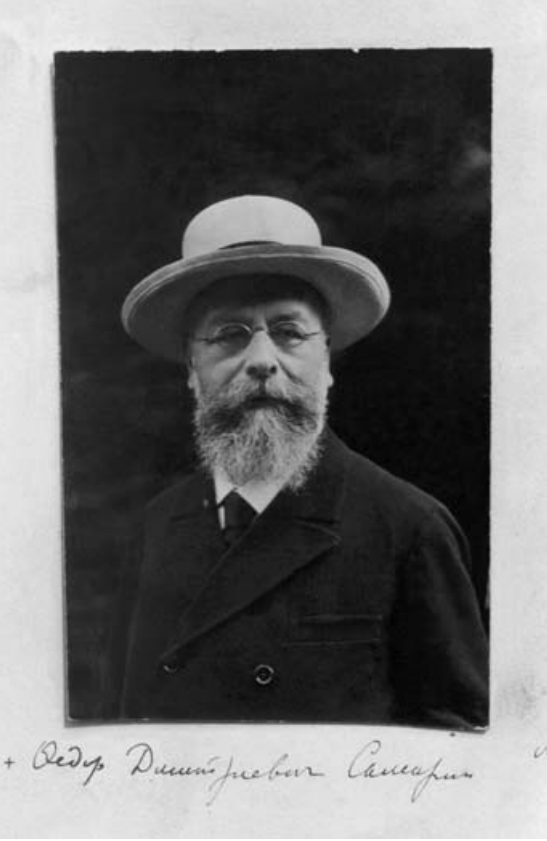
Федор Дмитриевич Самарин. Москва. 1913 год.

7 апреля 1906 года был избран членом Государственного совета Российской империи от дворянских обществ. Входил в Правую группу, член ее Бюро. В начале первой сессии составил один из проектов всеподданнейшего адреса, выступил против политической амнистии; сыграл большую роль в организации и сплочении Правой группы. В октябре 1906 году во время аудиенции заявил императору Николаю II, что «не считает возможным примирить укрощение революционного движения единовременно с применением основ (Манифеста) 17 октября». С 1906 по 1908 году был товарищем председателя Комиссии законодательных предположений. В 1906 году был членом Временной комиссии по составлении проекта всеподданнейшего адреса. Был членом особых комиссий по законопроектам: «Об отмене смертной казни» в 1906 году; «О приступе к сооружению Амурской железной дороги распоряжением казны и за ее счет» в 1908 году. 26 июля 1908 года Самарин отказался от звания члена Государственного совета по следующей причине: являясь противником указа Николая II от 9 ноября 1906 года, он не хотел, с одной стороны, изменять своим убеждениям, а с другой — голосовать против законопроекта, санкционированного императором.
Умер в Москве, похоронен в некрополе Донского монастыря.

## Сочинения
- Мнение гласного Богородского уездного земского собрания Федора Дмитриевича Самарина по вопросу о взаимных отношениях губернского и уездных земств. - М., [190-]. - 20 с.;
- О задачах Братства святителей московских Петра, Алексия, Ионы и Филиппа и о способах разрешения этих задач : (Речь Ф.Д. Самарина в Общ. собр. Братства 27 дек. 1909 г.) / [Федор Самарин]. - Москва : Печ. А.И. Снегиревой, [1916]. - 23 с.;
- Пособие к чтению шестопсалмия / Федор Самарин. - Москва : тип. Г. Лисснера и А. Гешеля, 1899. - 62 с.;
- Записка по вопросу о применении новой учебной реформы к Московской 7 гимназии / [Федор Самарин]. - [Москва, 1902]. - 38 с.;
- Что следует делать в виду предстоящего Церковного собора? / [Федор Самарин]. - Москва : печатня А.И. Снегиревой, 1912. - 8 с.;
- Создано ли выкупом право личной собственности крестьян на их надельные земли? / Федор Самарин. - Москва : печатня А.И. Снегиревой, 1908. - 30 с.;
- Еще о юридических последствиях отмены выкупных платежей : Ответ А.П. Никольскому / Федор Самарин. - Москва : печатня А.И. Снегиревой, 1908. - 48 с.;
- О мирской надельной земле : Замечания на статьи Б.Н. Чичерина по поводу пересмотра законодательства о крестьянах / Федор Самарин. - Москва : тип. А.И. Мамонтова, 1902. - 60 с.;
- К чему приведет указ 9 ноября 1906 г.? / Федор Самарин. - Москва : печ. А.И. Снегиревой, 1909. - 78 с.;
- Замечания на отдельные статьи одобренного Государственной думой проекта Закона об изменении и дополнении некоторых постановлений, касающихся крестьянского землевладения / [Федор Самарин]. - Москва : печ. Снегиревой, 1909. - 18 с.;
- О юридических последствиях отмены выкупных платежей по Манифесту 3 ноября 1905 г. : (По поводу указа 9 нояб. 1906 г.) / Федор Самарин. - Москва : печатня А.И. Снегиревой, 1908. - 42 с.;
- Несколько замечаний на записку "О желательных изменениях в системе и учебном плане средней школы" / [Федор Самарин]. - Москва : т-во "Печатня С.П. Яковлева", 1899. - 15 с.;
- Указ 9 ноября 1906 года и Положение 19 февраля 1861 года : [Разъяснение] / Федор Самарин. - Москва : печатня А.И. Снегиревой, 1908. - 16 с.;
- Каким образом можно было бы ослабить вредные последствия указа 9 ноября 1906 г.? / [Федор Самарин]. - Москва : печатня А.И. Снегиревой, [1909]. - 4 с
- Доклад по вопросу об установлении возможной связи между земскою начальною школою и школою церковно-приходскою, а также по вопросу о содействии со стороны Земства устройству школ грамоты / Федор Самарин. - Москва : Т-во скоропечатни А. А. Левенсон, 1896. - 67 с.;
- Первоначальная христианская церковь в Иерусалиме / [Соч.] Федора Самарина. - Москва : печатня А.И. Снегиревой, 1908. - 64 с.; 18. - (Религиозно-философская библиотека; Вып. 16).
- Московское губернское совещание по вопросам о народном образовании. Доклад ...  / Совещание по вопросам о народном образовании по постановлению Московского Губернскаго Земскаго собрания 10 декабря 1891 года. - Москва, 1891-. - 24 см. № 8: по вопросу о том, в могло бы выразиться содействие земства делу обучения церковному пению в земской школе / докладчик Ф. Д. Самарин. - 1891.
- Записка Ф. Д. Самарина по вопросу о преподавании церковного пения в начальной школе [Текст] / Моск. губ. зем. собрание. Совещание по вопросам народ. образования. - Москва : [б. и.], 19--. - 18 с.;
- Доклад по вопросу об установлении возможной связи между земскою начальною школою и школою церковно-приходскою, а также по вопросу о содействии со стороны Земства устройству школ грамоты / [Федор Самарин]. - [Москва] : т-во скоропеч. А.А. Левенсон, [1896]. - 67 с. ;
- Какие школы нам нужны для приготовления духовенства? / Ф.Д. Самарин. - Москва : печ. А.И. Снегиревой, 1906. - 42 с. ;
- Самарин Ф.Д., Федор Дмитриевич, Бартенев Ю.П., Юрий Петрович, Берендтс Э.Н., Эдуард Николаевич Отзыв на записку г.г. губернских предводителей дворянства : [О полит. программе губернских предводителей дворянства. - Москва] : тип. И.В. Шубина, ценз. 1905. - 8 с;
- Несколько писем Ф. Д. Самарина к свящ. П. А. Флоренскому